# Elefante blanco (pel·lícula de 2012)
Elefante blanco és una pel·lícula argentina dramàtica de 2012 dirigida per Pablo Trapero i protagonitzada per Ricardo Darín, Jérémie Renier i Martina Gusmán. La pel·lícula va ser seleccionada per competir en la secció Un Certain Regard del Festival de Cannes 2012. La pel·lícula està dedicada a Carlos Mugica, un capellà assassinat.

## Argument
Dos capellans tercermundistes, Julián (Ricardo Darín) i Nicolás (Jérémie Renier), treballen al costat de Luciana (Martina Gusmán), una assistent social, en una vila marginal de Buenos Aires, Argentina. Junts lluiten a l'una per resoldre els problemes socials del barri. El seu treball els enfrontarà tant a la jerarquia eclesiàstica i als poders governamentals com al narcotràfic i a la força policial, arriscant les seves vides per defensar el seu compromís i lleialtat cap als veïns del barri. Els capellans treballaven també en un projecte per fer un bufet i poder donar menjar a tota la gent que vivia en aquest sector.

## Repartiment
- Ricardo Darín: Julián
- Jérémie Renier: Nicolás
- Martina Gusmán: Luciana
- Federico Barga: Esteban "Monito"
- Walter Jakob: Cruz